# Дуда Володимир Іванович
Володимир Іванович Дуда (нар. 28 липня 1948, Львів) — український скрипаль. Заслужений артист УРСР (1989), нагороджений орденом «За заслуги» III ступеня (2009) .

## Біографія
У 1971 році закінчив Львівську консерваторію (клас А. Вайсфельд) . З 1969 року (з перервою) працює у Львівській філармонії: в 1979—1991 роках — концертмейстер симфонічного оркестру, з 1994 року — керівник-концертмейстер камерного оркестру «Віртуози Львова» та соліст-інструменталіст філармонії. У 1990—1993 роках був концертмейстером оркестру польської камерної філармонії в Гданську . З 2000 року — учасник міжнародного оркестру The Tekfen Black See Philharmonic Orchestra.
Виступає у складі квартетів і тріо. У репертуарі — твори Й. Гайдна , В. А. Моцарта , Л. ван Бетховена , Ф. Шуберта , Дж. Кофлера , В. Сильвестрова , Є. Станковича , М. Скорика . Виконавському стилю Дуди притаманні віртуозність, чистота стилю, увага до адекватності авторського задуму у виконанні нової музики. Учасник Міжнародних музичних фестивалів «Контрасти» та «Віртуози» у Львові, ряду фестивалів в Польщі . У складі оркестру і як соліст гастролював у Польщі, Туреччині , Ізраїлі , Німеччині , Швейцарії , Італії , Словаччини , Чехії , Данії , Болгарії , Греції , Росії , Узбекистані , Азербайджані .